# Simon Ward

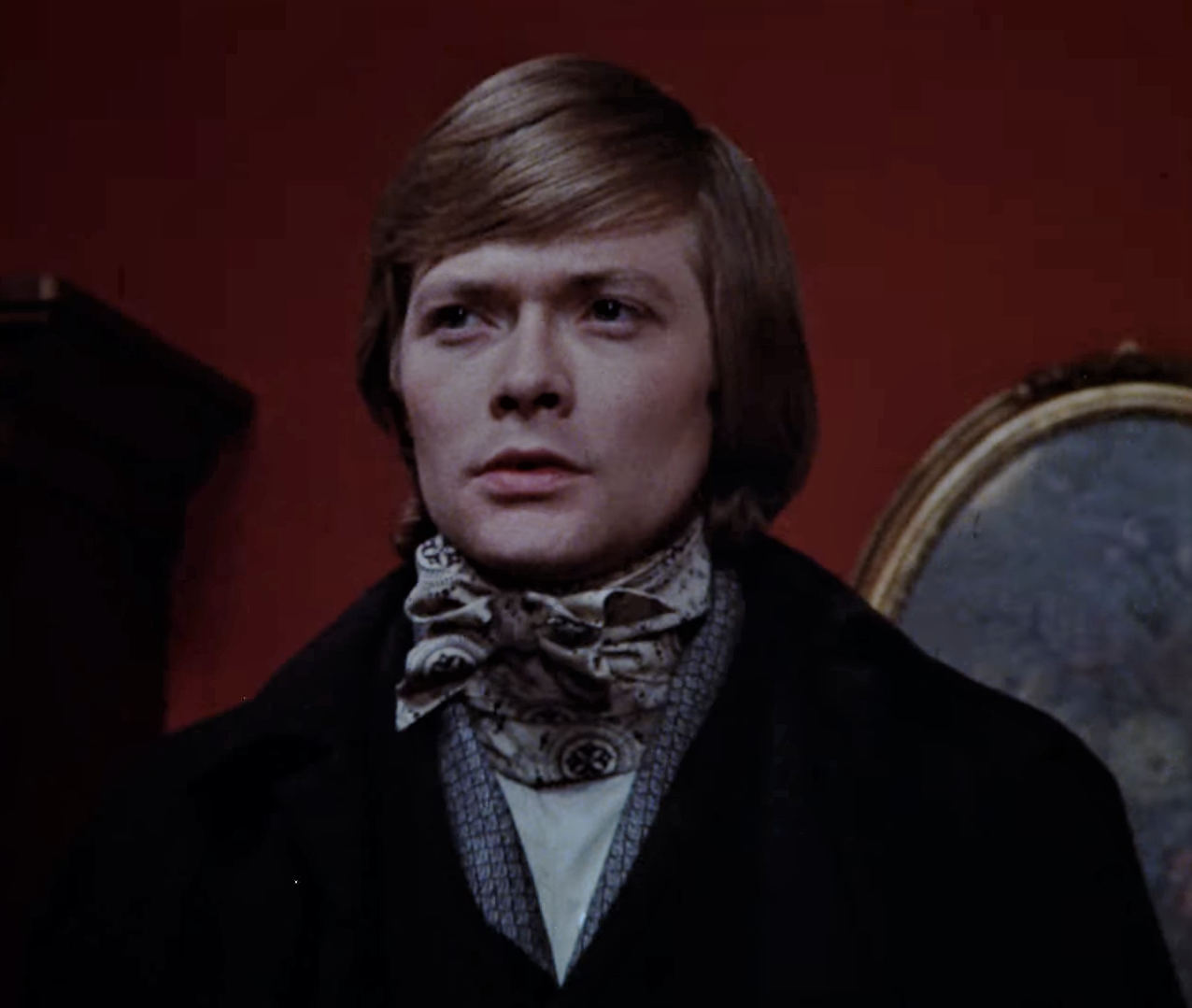
Ward ne Il demone nero

Simon Anthony Fox Ward (Beckenham, 19 ottobre 1941 – Londra, 21 luglio 2012) è stato un attore britannico.

## Biografia
Nato nel Kent, vicino a Londra, Simon Ward era figlio di un commerciante d'auto. Frequentò la Alleyn's School di Londra, casa del National Youth Theatre, nel quale iniziò a recitare all'età di 13 anni, continuando per otto anni. Successivamente studiò alla Royal Academy of Dramatic Arts, debuttando professionalmente a teatro nel 1963 con il Repertorio di Northampton e, un anno più tardi, con The 4th of June. Dopo la Royal Academy, lavorò nel repertorio a Northampton, Birmingham ed Oxford, oltre che occasionalmente al West End di Londra.

### Carriera
L'opera che segnò il suo successo teatrale fu, nel 1967, Loot di Joe Orton, grazie alla quale l'attore debuttò anche sul piccolo e grande schermo. Tutti i principali ruoli cinematografici di Ward risalgono agli anni '70, e tra le sue collaborazioni figurano quelle con alcuni tra i più popolari attori e registi dell'epoca.
Nel 1972 interpretò il ruolo del protagonista Winston Churchill in Young Winston. Nei due anni successivi ottenne il ruolo del Duca di Buckingham ne I tre moschettieri (1973) e Milady - I quattro moschettieri (1974) di Richard Lester. Nel 1973 interpretò un immaginario funzionario nazista, quello compassionevole con cui si suppone che lo spettatore si identifichi, in Gli ultimi 10 giorni di Hitler. Altri suoi ruoli cinematografici furono quelli dello scrittore/veterinario James Herriot in Creature grandi e piccole (1975), del luogotenente William Vereker in Zulu Dawn (1979) e di Zor-El in Supergirl - La ragazza d'acciaio (1984).
Dagli anni settanta in poi, Simon Ward non recitò in molti film, fatta eccezione per la versione con Ralph Fiennes di Cime tempestose (1992), nella quale apparve anche la figlia Sophie Ward.
Nel 1995 sostituì Stephen Fry nel ruolo in Cell Mates, dopo che il comico aveva lasciato la produzione. Interpretò il ruolo di Sir Monty Everard nella serie televisiva della BBC Judge John Deed, oltre che il vescovo Stephen Gardiner in I Tudors. Nel 2010 fu il protagonista dello spettacolo di Alan Bennett The Madness Of King George III, che intraprese un tour nel Regno Unito.
Morì nel 2012 all'età di 70 anni.
La sua terza e ultima figlia, Kitty, ha sposato il comico britannico Michael McIntyre.

## Filmografia

### Cinema
- Se... (If....), regia di Lindsay Anderson (1968) Non accreditato
- Distruggete Frankenstein! (Frankenstein Must Be Destroyed), regia di Terence Fisher (1969)
- I Start Counting, regia di David Greene (1970)
- Il caso Trafford (Quest for Love), regia di Ralph Thomas (1971)
- Gli anni dell'avventura (Young Winston), regia di Richard Attenborough (1972)
- Gli ultimi 10 giorni di Hitler (Hitler: The Last Ten Days), regia di Ennio De Concini (1973)
- I tre moschettieri (The Three Musketeers), regia di Richard Lester (1973)
- Milady (The Four Musketeers), regia di Richard Lester (1974)
- La traccia (Deadly Strangers), regia di Sidney Hayers (1974)
- Children of Rage, regia di Arthur Allan Seidelman (1975)
- La battaglia delle aquile (Aces High), regia di Jack Gold (1976)
- Holocaust 2000, regia di Alberto De Martino (1977)
- Die Standarte, regia di Ottokar Runze (1977)
- Dominique, regia di Michael Anderson (1979)
- Zulu Dawn, regia di Douglas Hickox (1979)
- La Sabina, regia di José Luis Borau (1979)
- Il club dei mostri (The Monster Club), regia di Roy Ward Baker (1981)
- Manpower, regia di Stanley Marks - cortometraggio (1983)
- Supergirl - La ragazza d'acciaio (Supergirl), regia di Jeannot Szwarc (1984)
- Leave All Fair, regia di John Reid (1985)
- L'étincelle, regia di Michel Lang (1986)
- Double X: The Name of the Game, regia di Shani Grewal (1992)
- Cime tempestose (Wuthering Heights), regia di Peter Kosminsky (1992)
- Nightshade, regia di Colin Finbow e Wilbur Scott (1995)

### Televisione
- An Age of Kings – miniserie TV, 2 episodi (1960)
- Festival – serie TV, 1 episodio (1964)
- Theatre 625, regia di Michael Hayes – serie TV, 1 episodio (1964)
- Thursday Theatre – serie TV, 1 episodio (1965)
- The Flying Swan – serie TV, 1 episodio (1965)
- The World of Wooster – serie TV, 2 episodi (1965-1966)
- Thirteen Against Fate – serie TV, 1 episodio (1966)
- The Dark Number, regia di Michael Ferguson – miniserie TV, 1 episodio (1967)
- Death Happens to Other People – film TV (1967)
- The Wednesday Play – serie TV, 2 episodi (1966-1968)
- Jackanory – serie TV, 6 episodi (1967-1968)
- For Schools and Colleges: Drama – serie TV, 3 episodi (1969)
- The Misfit – serie TV, 2 episodi (1970)
- The Black Tulip, regia di Derek Martinus – miniserie TV (1970)
- Scene – serie TV, 1 episodio (1970)
- The Roads to Freedom, regia di James Cellan Jones – miniserie TV, 3 episodi (1970)
- No Exit – serie TV, 1 episodio (1972)
- ABC Afterschool Specials – serie TV, 1 episodio (1973)
- I misteri di Orson Welles (Orson Welles' Great Mysteries) – serie TV, 1 episodio (1973)
- Il demone nero (Dracula), regia di Dan Curtis – film TV (1974)
- BBC2 Playhouse – serie TV, 1 episodio (1975)
- Creature grandi e piccole (All Creatures Great and Small), regia di Claude Whatham – film TV (1975)
- Valley Forge, regia di Fielder Cook – film TV (1975)
- The Four Feathers, regia di Don Sharp (1978) - film TV
- L'ultima giraffa (The Last Giraffe), regia di Jack Couffer – film TV (1979)
- The Rear Column, regia di Harold Pinter – film TV (1980)
- Diamonds – serie TV, 13 episodi (1981)
- An Inspector Calls, regia di Michael Simpson – miniserie TV (1982)
- Allò Beatrice (Allô Béatrice) – serie TV, 1 episodio (1984)
- La vendetta dei fratelli Corsi (The Corsican Brothers), regia di Ian Sharp – film TV (1985)
- A Taste for Death, regia di John Davies – miniserie TV, 5 episodi (1988)
- Il giro del mondo in 80 giorni (Around the World in 80 Days), regia di Buzz Kulik – miniserie TV (1989)
- Lovejoy – serie TV, 2 episodi (1992)
- Without Walls – serie TV documentaristica, 1 episodio (1993)
- Kurtulus, regia di Ziya Öztan – miniserie TV, 2 episodi (1994)
- Ruth Rendell Mysteries – serie TV, 2 episodi (1995)
- Challenge – serie TV (1996)
- Real Women II – serie TV (1999)
- Atrapa-la, regia di Dominic Harari e Teresa Pelegri – film TV (2000)
- Family Affairs – serie TV, 3 episodi (2005)
- Heartbeat – serie TV, 1 episodio (2006)
- Judge John Deed – serie TV, 20 episodi (2003-2007)
- I Tudors (The Tudors) – serie TV, 17 episodi (2009-2010)

## Doppiatori italiani
- Cesare Barbetti in Gli ultimi 10 giorni di Hitler
- Massimo Turci in I tre moschettieri, Holocaust 2000
- Roberto Del Giudice in La battaglia delle aquile
- Alessio Cigliano in Creature grandi e piccole
- Angelo Nicotra in I Tudors